# ヒストリーチャンネル
ヒストリーチャンネルは、エーアンドイーネットワークスジャパンが運営する有料衛星放送チャンネルで、歴史エンタテイメントの専門チャンネルである。

## 概要
母体である米国のHistory（旧The History Channel）は世界220以上の国やエリアで放送され、4億人以上の視聴者を持つ。運営するA+Eネットワークスは、ハースト・コミュニケーションズとウォルト・ディズニー・カンパニーの合弁会社である。
日本では1991年9月開局の「LET's TRY」チャンネルを改称する形で東北新社が運営し、2001年1月1日に開局。主に、米国のHistory制作番組やA&Eチャンネル制作番組を放送している。日本で制作された独自番組やNHK等の番組を再放送することも多い。スカパー!（旧・スカパー!e2）における衛星基幹放送事業者はインタラクティーヴィ。
2016年7月8日より運営会社がエーアンドイーネットワークスジャパン合同会社となり、東北新社はコンテンツ発注先として残るものの運営から離脱。実質的に米国のHistoryの子会社となる。
スカパー!プレミアムサービス・スカパー!プレミアムサービス光と、J:COMをはじめとするケーブルテレビ局で放送。また、動画配信サービスHulu、dTV (NTTドコモ)、U-NEXT、AbemaTV、Amazonプライム・ビデオ、Rチャンネル等でデジタル配信している。

## 歴史
ヒストリーチャンネルの前身である「LET's TRY」チャンネルについてはスーパーネットワークを参照。

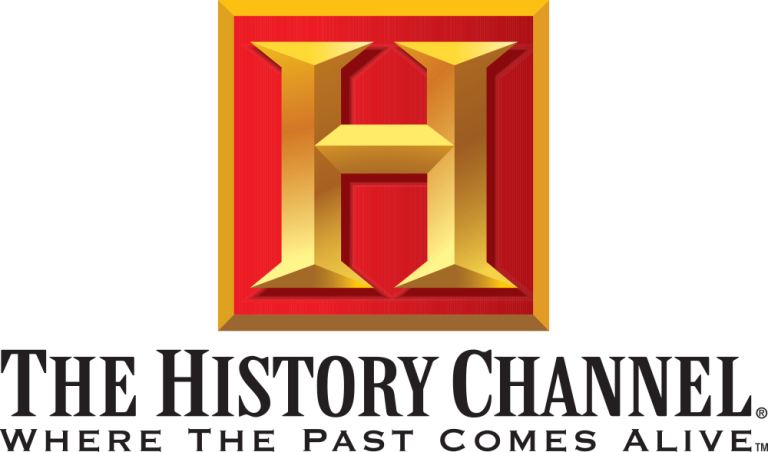
2008年までのロゴ（初代）

2015年までのロゴ（2代目）

HDロゴ（2代目）

2021年までのロゴ（3代目）

- 2008年11月1日、ハイビジョン放送を開始。（チャンネル名は「ヒストリーチャンネル™ HD」）
- 2009年10月1日、スカパー!HD（現・スカパー!プレミアムサービス）にてハイビジョン放送を開始した。（衛星一般放送事業者は、スカパー・ブロードキャスティング）
- 2010年6月28日、スカパー!e2（現・スカパー!）にて、16:9（1.78:1）の画角情報を付加し、フルサイズのSD放送を開始した。
- 2014年5月31日、スカパー！プレミアムサービスにて、SD放送を終了。
- 2016年1月1日、チャンネル名称を「ヒストリーチャンネル 日本・世界の歴史&エンタメ」に変更。
- 2016年12月1日、スカパー!プレミアムサービスの衛星一般放送事業者がスカパー・ブロードキャスティングからスカパー・エンターテイメントに変更。
- 2018年8月28日、スカパー!での放送を標準画質からハイビジョン画質に変更。
- 2023年3月31日、Huluでのライブ配信を終了。

なお、ヒストリーチャンネルで制作された番組の一部は、BS日テレで『ドキュメント名作選 歴史シリーズ』（日曜23:00 - 23:54）として、また、BS-TBSで『BSヒストリーアワー』（木曜22:00 - 22:54）として放送されていた。

## 主な番組

### 日本オリジナル制作
- Defending JAPAN
- ザ・バイオグラフィー
- 合戦前夜～武将たちのストラテジー～
- 時代の響き
- 吉村作治 エジプト博物館
- 職人の道具
- まるごと小京都
- 20世紀のファイルから
- 露木茂の「ニュース映画で見る昭和」

### 米 HISTORY制作
- 古代の宇宙人
- SIX アメリカ海軍特殊部隊
- 新世紀のトビラ！世界の巨大プロジェクト
- 真相！世界の都市伝説を暴け
- バイオグラフィー
- JFK:アメリカを変えた3発の銃弾
- 現代の驚異
- アイスロード・トラッカーズ
- 古代帝国の先端技術
- 古代からの発見
- 失われた世界の謎
- 人類滅亡-LIFE AFTER PEOPLE-
- ドッグファイト 〜華麗なる空中戦〜
- ザ・ユニバース 〜宇宙の歴史〜
- メガ・ムーバーズ〜巨大建造物を移動せよ〜
- バトル360〜空母エンタープライズの戦い〜
- 美味しさのテクノロジー
- ワゴンで行こう!埋もれたクルマ発掘隊
- ホーンテッド・ヒストリー ～呪われた歴史を解明せよ！～
- 未確認モンスターを追え！

### 時代劇
- 竜馬がゆく
- 武田信玄
- 壬生義士伝
- 天下騒乱〜徳川三代の陰謀

### お宝発掘番組
- アメリカお宝鑑定団ポーンスターズ
- ケイジャンお宝鑑定団ポーンスターズ
- イギリスお宝鑑定団 ポーン・スターズ
- アメリカン・ビンテージ大修復!ビフォー&アフター
- 眠ったお宝探し隊 アメリカン・ピッカーズ
- リアル・ディール
- ストレージ・ウォーズ ～倉庫まるごと買い取ります！～

### 車 関連番組
- アメ車カスタム専門 カウンティング・カーズ
- 修復バトル！CARウォリアーズ
- フルスロットル!!!!!
- 名車発掘チーム CARチェイサーズ
- アクセル全開！オート・マニアック

### NHK制作
- プロジェクトX〜挑戦者たち〜
- その時歴史が動いた
- 歴史秘話ヒストリア
- NHK特集・NHKスペシャル
- 街道をゆく（NHKスペシャル版・教育テレビ版）

### その他の番組
- こころの名山
- 小京都の詩
- 職人の道具
- 文學道中〜旅ノススメ〜
- 極める 日本の美と心
- 秘録・第二次世界大戦
- チャーチルの回想録
- オリバー・ストーンが語る もうひとつのアメリカ史（映画監督のオリバー・ストーンが第二次世界大戦終結から冷戦の開戦から冷戦の終結から対テロ戦争まで、つまりトルーマンからオバマまでの歴代アメリカの大統領についてをナレーションで語るドキュメンタリー）
- グローバル・ビジョン（三井物産・東北新社制作（過去にTwellVで放映されたものを放送）。初回放送はTwellVで放送）
- まんが偉人物語（毎日放送・グループタック制作）
- アニメンタリー 決断（日本テレビ・タツノコプロダクション制作）
- まんが日本史（日本テレビ・土田プロダクション制作）
- まんがはじめて物語（TBSテレビ・ダックスインターナショナル制作） - TBSチャンネルでも放送
- アニメ 世界偉人伝
- 食べつくせ！アメリカ
- ミート・ザ・ミート アメリカ肉の旅
- 謎解き!江戸のススメ（BS-TBS制作）

その他、スーパー!ドラマTVとのコラボレーション企画がある。